# رقدالين
رقدالين تقع مدينة جنوب البحر المتوسط على الساحل الغربي الليبي على بعد 10 كم من شاطئ البحر وتبعد 120 كم إلى الغرب من العاصمة طرابلس، أما عدد سكانها فهو يزيد عن ثلاثين ألف نسمة.

## الموقع
حدودها من الجنوب الشرقي الجميل بمسافة اقل من 10 كم من الشمال الشرقي زوارة بمسافة اقل من 10 كم ومن الشمال البحر الأبيض المتوسط بمسافة اقل من 10 كم ومن الشمال الغربي زلطن بمسافة أقل من 15 كم ومن الغرب كل مزارع زوارة من الزيتون واللوز والعنب والكروم ثم قرية العسة التي تبعد عن مدينة رقدالين 35 كم ومن الجنوب مزارع الزيتون والكروم والعنب ثم الصحراء الغربية إلى أن تصل إلى مدن الصيعان تيجي وبدر.

## تسمية المدينة
يقال أن هذا الاسم رقدالين هو من اللغة الأمازيغية واصله «تيريدالين» وتعني الضباع وذلك لأن المنطقة في الماضي كانت خالية وتعيش فيها الحيوانات المفترسة.

## الأنشطة الاقتصادية
الزراعة 
وتتميز المدينة بالطابع الزراعي المعتمد على الزراعة البعلية للأشجار مثل الزيتون واللوز وبعض الكروم كالعنب والتين في المناطق المحيطة بالمدينة خاصة في الجهتين الجنوبية والغربية.
 التجارة 
يشكل القطاع التجاري حاليا الركن الأساسي للنشاط الاقتصادي بالمدينة، حيث توجد بها منطقة صناعية نشطة تعتمد على تجارة قطع غيار السيارات، والصيانة الميكانيكة، إضافة إلى تجارة مواد البناء وسوق أسبوعية مفتوحة للخضر والمواشي تعقد مرتين من كل أسبوع (يومي الثلاثاء والجمعة).

## التعليم
إضافة إلى التعليم الأساسي والثانوي بطبيعة الحال يوجد في مستوى التعليم العالي معهد عال لإعداد المدربين في مجال المهن الهندسية، وكلية للهندسة تابعة لجامعة الزاوية، كما توجد بالمدينة أربع مدارس في قطاع التعليم الخاص (غير الحكومي) في مستوى التعليم الأساسي ورياض الأطفال.